# ولاد غيدة سبو (كريمات)
ولاد غيدة سبو هو دُوَّار يقع بجماعة سيدي الكامل، إقليم سيدي قاسم، جهة الرباط سلا القنيطرة في المملكة المغربية. ينتمي الدوّار لمشيخة كريمات التي تضم 16 دوار. يقدر عدد سكانه بـ 1377 نسمة حسب الإحصاء الرسمي للسكان والسكنى لسنة 2004.

## روابط خارجية
- البوابة الوطنية للجماعات الترابية
- المندوبية السامية للتخطيط